# ستشلر غرين (تشيشير)
ستشلر غرين (بالإنجليزية: Scholar Green)‏ هي قرية تقع في المملكة المتحدة في شمال غرب إنجلترا.